# حادثة ألتمارك

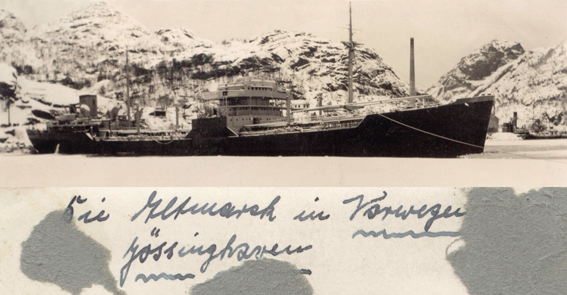
السفينة ألتمارك في مطلع عام 1940 في النرويج

حادثة ألتمارك (بالنرويجية: Altmark-affæren؛ بالألمانية: Altmark-Zwischenfall) هي حادثة بحرية وقعت في الحرب العالمية الثانية بين المدمّرات البريطانية وناقلة النفط الألمانية ألتمارك، في 16-17 فبراير 1940. حدث ذلك في ما كان يُعرف -في ذلك الوقت- بالمياه النرويجية المحايدة. على متن سفينة ألتمارك كان هناك نحو 300 أسير من الحلفاء (أسرى حرب رسميًا)، إذ أغرقت البارجة الجيبية غراف شبي سفنهم في جنوب المحيط الأطلسي. حاصرت القوات البحرية البريطانية الناقلة ثم هاجمت المدمرة قوزاق السفينة الألمانية بالقرب من يوسينغفيورد (Jøssingfjord) وحرّرت جميع الأسرى، ما أسفر عن مقتل ثمانية بحارة ألمان بأسلحة نارية وجرح عشرة آخرين، خمسة منهم إصاباتهم خطيرة. أصيب أيضًا بحار بريطاني وبحار نرويجي بجروح خطيرة في الهجوم. زعمت ألمانيا أن الهجوم كان انتهاكًا خطيرًا للقانون الدولي وللحياد النرويجي.

## خلفية الحادثة
في فبراير 1940، كانت ناقلة النفط الألمانية ألتمارك عائدة إلى ألمانيا وعلى متنها 299 بحارًا تجاريًا بريطانيًا. كان هؤلاء أسرى حرب أُلقي القبض عليهم من سفنهم التي أغرقتها البارجة الجيبية الأميرال غراف شبي.
في طريقها من جنوب المحيط الأطلسي إلى ألمانيا، مرت ألتمارك عبر المياه النرويجية. لم يحظر القانون الدولي نقل أسرى الحرب عبر المياه المحايدة. بناءً على إصرار الوسطاء البريطانيين الذين كانوا يتعقّبون السفينة، حقّقت القوة البحرية الملكية النرويجية في أمر السفينة ثلاث مرات في 15 فبراير. أولًا، صعد على متن الناقلة ضباطٌ من قارب الطوربيد، إتش نو إم إس تريغ (HNoMS Trygg)، قبالة جزيرة Linesøy، ثم صعد عليها ضباطٌ من قارب الطوربيد، إتش نو إم إس سنوغ (HNoMS Snøgg)، في فيورد سوغن، وأخيرًا صعد على متنها الأميرال كارستين تانك-نيلسين شخصيًا وأفراد البحرية من المدمرة، إتش نو إم إس غارم (HNoMS Garm)، في Hjeltefjord. في كل مرة، أجرى الرجال الذين صعدوا السفينة عمليات تفتيش سريعة ووثقوا بما قاله الألمان بأن السفينة كانت تقوم بأعمال تجارية بحتة. وبحسب ما ورد بذل السجناء البريطانيون المحتجزون في عنبر السفينة جهودًا مضنية للإشارة إلى وجودهم، لكن فرق البحث النرويجية لم تتفحّص العنبر، وسمحت للسفينة بإكمال طريقها.
بعد التفتيش الثالث، رافق ألتمارك جنوبًا قاربا الطوربيد إتش نو إم إس سكارف (HNoMS Skarv) وإتش نو إم إس كييل (HNoMS Kjell)، وقارب الحراسة إتش نو إم إس فيريرن (HNoMS Firern).

## الاعتراض والصعود
رصدت الطائرات البريطانية سفينة ألتمارك قبالة إغرسوند في وقت لاحق من نفس اليوم، ودقّت ناقوس الخطر في البحرية الملكية. تمركزت الطائرات في محطة سلاح الجو الملكي ثورنبي، في شمال شرق إنجلترا. بعد أن اعترضتها المدمرة إتش إم إس قوزاق (HMS Cossack) -بقيادة فيليب فيان- التجأت ألتمارك في يوسينغفيورد، لكن قوزاق تبعتها في اليوم التالي. أعاق مرافقو ألتمارك من البحرية النرويجية المحاولات الأولية لصعود السفينة، ووجّهوا أنابيب الطوربيد على القوزاق. طلب العقيد فيان في ذلك الوقت من الأميرالية الحصول على التعليمات، وتلقى الأوامر التالية مباشرة من اللورد الأول في الأميرالية:
«ما لم يتعهّد قارب الطوربيد النرويجي بمرافقة ألتمارك إلى بيرغن بحراسة مشتركة أنجلو-نرويجية على متن السفينة، ومرافقة مشتركة، ينبغي عليك الصعود على ألتمارك، وتحرير السجناء، والاستيلاء على السفينة وانتظار الحصول على مزيد من التعليمات. إذا تدخّل قارب الطوربيد النرويجي، ينبغي عليك تحذيره بالابتعاد. إذا أطلق النار عليك، فلا ينبغي الرد إلا إذا كان الهجوم خطيرًا، وفي هذه الحالة ينبغي أن تدافع عن نفسك، من دون أن تستخدم القوة أكثر من اللازم، وأن تتوقف عن إطلاق النار عندما يكفّ هو عن ذلك. اقترح على المدمرة النرويجية أنّ تقديم الولاء يكون بالخضوع للقوة المتفوقة.»
لم تبدِ الحكومة البريطانية أي اعتراض على عبور سفينة السجن المياه المحايدة. في الواقع، لاحظوا في الأوراق الرسمية المتعلقة بالحادثة أن البحرية الملكية فعلت الشيء ذاته، على سبيل المثال في ديسمبر 1939، عندما مر الطراد إتش إم إس ديسباتش عبر قناة بنما -التي كانت مياهًا محايدة- وعلى متنه السجناء الألمان الذين قُبض عليهم من على ظهر سفينة الشحن دوسلدورف. لكن طاقم ألتمارك كان قد أبحر مئات الأميال بعيدًا عبر المياه النرويجية إلى ألمانيا، ما شكل إساءة واضحة لحياد النرويج، وخرقًا للقانون الدولي. إضافة إلى ذلك، لم تسمح الحكومة النرويجية للألمان بنقل السجناء عبر المياه النرويجية (زعمت ألتمارك كذبًا بأنها لا تحمل أي أسرى)، ولم يكن الطاقم صادقًا فيما يتعلق بطبيعة حمولتهم ورحلتهم.
رفضت القوات النرويجية المشاركة في مرافقة مشتركة، مؤكدة أن عمليات البحث السابقة التي أجرتها على ألتمارك لم تجد شيئًا. صرح فيان بعد ذلك بأنه يعتزم الصعود على متن ألتمارك ودعا النرويجيين للمشاركة، لكن هذا رُفض أيضًا. في الهجوم التالي لذلك، ارتطمت ألتمارك بالقاع، فصعدها البريطانيون في الساعة 22:20 يوم 16 فبراير، وبعد بعض القتال اليدوي بالحراب، تغلبوا على طاقم السفينة ونزلوا إلى عنبر السفينة. ذكر أحد السجناء المحرَّرين أنهم عرفوا بالعملية عندما سمعوا الفرقة التي صعدت السفينة تصيح «هل يوجد هنا رجال إنجليز؟». وحين ردّ السجناء بصوت عالٍ «نعم! كلنا بريطانيون!»، كان الرد «جيّد، القوات البحرية هنا!»، فتعالت الهتافات.
وكثيرًا ما يُستشهد بهذه الحادثة باعتبارها آخر قتال استخدمت فيه القوات البحرية الملكية القطلس. ومع ذلك، فإن رابطة إتش إم إس قوزاق لا تعتقد أن هذا صحيح. ويعتقد بارتون وماكغراث، مؤلفا كتاب «سيوف البحرية البريطانية والمبارزة»، أن هذا أمر مشكوك فيه، ويشيران إلى أن فريشاور وجاكسون، مؤلفَي كتاب «قضية ألتمارك»، قابلا عددًا كبيرًا من أفراد الطاقم، ولم يؤكد أيٌّ منهم استخدام القطلس. يشير بارتون وماكغراث إلى أن الفكرة ربما نشأت من الاتهامات الألمانية بأن البريطانيين كانوا «قراصنة بحر». ومع ذلك، كتب جيم رودس، وهو من أفراد طاقم القوزاق السابقين، في النشرة الإعلامية للرابطة في أبريل 2002 أنه شاهد قطلسًا يحمله أحد أفراد الفرقة التي صعدت السفينة. لم يشارك رودس في القتال، وإنما راقب من سطح السفينة بي غان، ولم يكن قريبًا بما يكفي لتحديد حامل القطلس. صرح رودس أنه احتُفظ بأربعة قطالس على متن السفينة لأغراض احتفالية.
قُتل سبعة بحارة ألمان وأُصيب أحد عشر؛ ستة منهم كانت جروحهم بالغة. دُفن القتلى الألمان في مقبرة سوغندال أعلى يوسينغفيورد. استخدم الألمان هذا كحجة للدفاع في محاكمات نورنبيرغ، لكن دون جدوى، إذ كُرِّم القائد البريطاني بشأن الحادثة، بدلًا من محاكمته.
غادرت إتش إم إس قوزاق يوسينغفيورد بعد منتصف ليل 17 فبراير. احتج المرافقون النرويجيون، ولكنهم لم يتدخّلوا. كان التفسير الرسمي الذي قدمته الحكومة النرويجية لاحقًا هو أنه وفقًا للمعاهدة الدولية، لم يكن البلد المحايد مضطرًا لمقاومة قوة متفوقة إلى حد كبير.

## أثر الحادثة

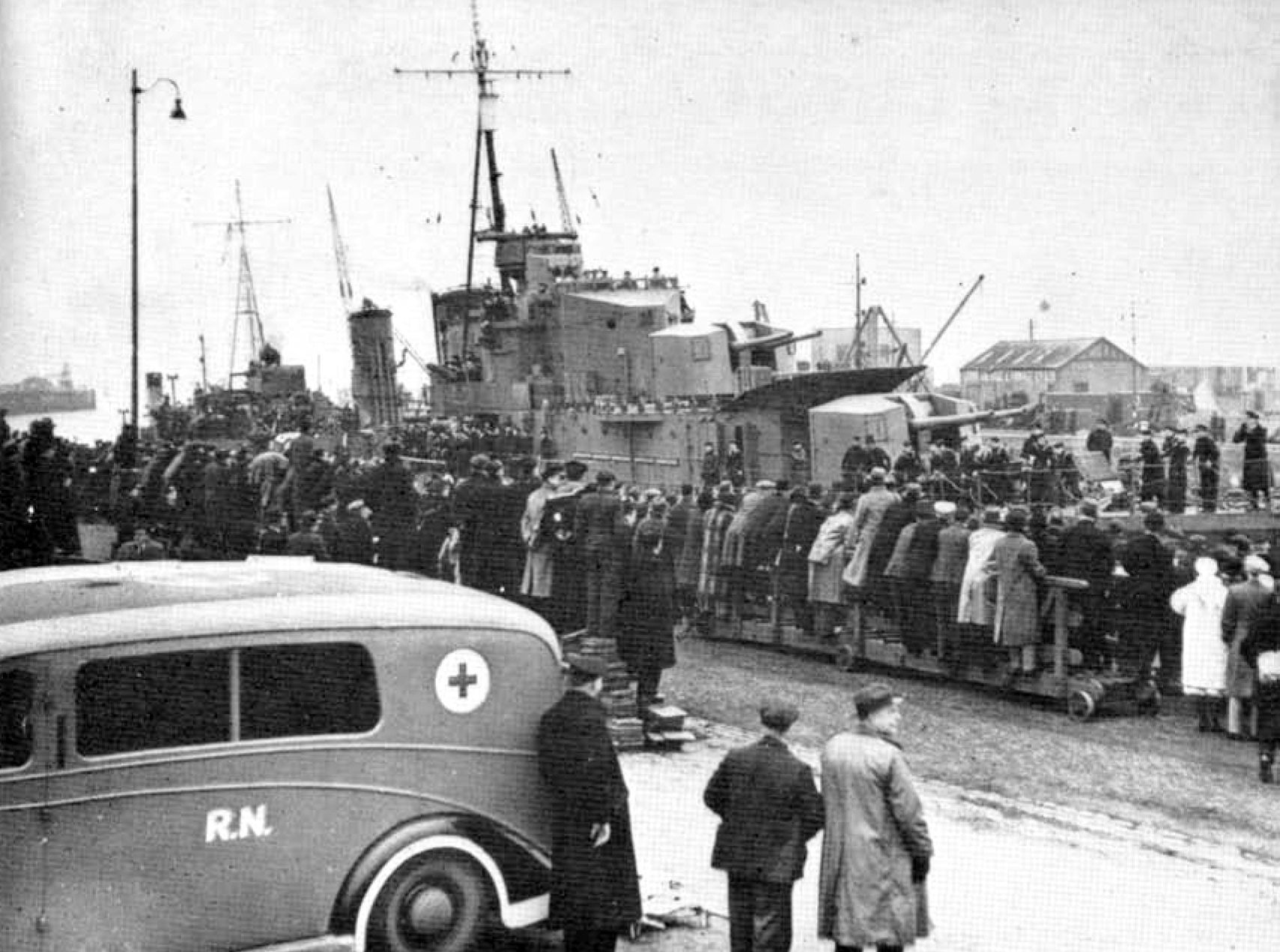
عودة سفينة إتش إم إس كوساك إلى ليث في 17 فبراير 1940

غضب النرويجيون من انتهاك حيادهم، لكنهم لم يرغبوا في الانجرار وراء حرب أوروبية. ومع ذلك، أثارت حادثة ألتمارك الشكوك حول الحياد النرويجي بين الحلفاء وفي ألمانيا، إذ أعدّ كلا الطرفين خططًا طارئة للقيام بعمل عسكري ضد النرويج، تحديدًا للسيطرة على حركة خام الحديد السويدي الذي اعتمدت عليه صناعة الأسلحة الألمانية في المراحل الأولى من الحرب. أقنعت حادثة ألتمارك أدولف هتلر بأن الحلفاء ما كانوا سيحترمون الحياد النرويجي. أمر هتلر، الذي قرر غزو النرويج مسبقًا في 14 ديسمبر 1939، بالتخطيط المكثف في 19 فبراير 1940 لشنّ هجمات على النرويج والدنمارك، والتي حدثت أخيرًا في 9 أبريل 1940 تحت الاسم الحركي عملية فيزروبونغ.
أعطت حادثة ألتمارك البريطانيين دفعة معنوية قصيرة الأجل كانوا في أمس الحاجة إليها أثناء الحرب الزائفة. كان للحادثة أيضًا تأثير دعائي دائم في النرويج التي احتلتها ألمانيا أثناء الحرب، عندما حاولت الحكومة النرويجية العميلة تحييد اسمها المستعار «كويزلينغ-الخونة» باستخدام موقع الاشتباك، يوسينغفيورد، لصياغة المصطلح المهين «يوسينغ»، في إشارة إلى المؤيدين للحلفاء والمناهضين للنازيين. أتت جهودهم بنتائج عكسية، إذ تبنّى عامة الناس «يوسينغ» على الفور كمصطلح إيجابي، وحُظرت الكلمة من الاستخدام الرسمي بحلول عام 1943.
أصبحت عبارة «القوات البحرية هنا» مشهورة، إذ استُخدمت عنوانًا لكتاب حول الحادثة نُشر بعد فترة وجيزة؛ أشار الناشر إلى «العبارة البسيطة التي أثارت مخيّلة العالم». حيّت أغنية معروفة الحادثة، كتبها روس باركر وهيوي تشارلز، بمقارنتها بإنجازات دريك ونيلسون وبيتي وفيشر 